# Apalonia subcayennensis
Apalonia subcayennensis (лат.) — вид жуков-стафилинид рода Apalonia из подсемейства Aleocharinae. Французская Гвиана.

## Описание
Мелкие коротконадкрылые жуки. Длина тела 3,1 мм. Тело блестящее, коричневое, с красновато-жёлтым основанием брюшка, коричневые усики с тремя базальными антенномерами и одиннадцатыми жёлто-розово-красными, жёлто-красноватыми ногами. Глаза при виде сверху длиннее постокулярной области. Второй антеномер короче первого, третий длиннее второго, четвертый до ширины, от пятого до десятого поперечные. Этимология: название нового вида означает сходство с видом Apalonia cayennensis.   Формула лапок 4-5-5. Голова с отчетливой шеей. Максиллярные щупики состоят из 4 члеников, а лабиальные щупики из 3 сегментов.
Вид был впервые описан в 2015 году итальянским энтомологом Роберто Пейсом (Roberto Pace; 1935—2017) по материалам из Южной Америки (Французская Гвиана).